# Cynoglossus dispar
Cynoglossus dispar és un peix teleosti de la família dels cinoglòssids i de l'ordre dels pleuronectiformes que es troba a les costes que van des del Pakistan fins a Madràs (Índia).